# Воржев, Владимир Григорьевич
Владимир Григорьевич Воржев (21 февраля 1954 — неизвестно) — советский футболист, полузащитник, советский и российский тренер.
Играл за команды второй лиги «Торпедо» Рубцовск (1977—1978) и «Спартак» Семипалатинск (1979—1980).
Окончил Омский институт физической культуры.
В 1986—1988 — тренер в «Торпедо», в 1989 — начальник команды, в 1990—1997 — главный тренер, в 1998 — коммерческий директор. В 1999 году — главный тренер «Динамо» Барнаул.